# 宋树涛
宋树涛（？—），男，中华人民共和国政治人物，曾任天津市高级人民法院副院长、党组副书记，天津市司法局党组书记、局长，天津市律师协会会长，中国法学会副会长、秘书长。